# Neil Denis
Neil Denis (né le 13 juillet 1987) est un acteur canadien.  Il est connu pour son rôle de Rya'c, fils de Teal'c, un Jaffa dans Stargate SG-1. Sa première apparence a été dans University Hospital en 1995 à l'âge de huit ans. Il a aussi été vu dans la sérié TV canadienne 2030 CE. Il a prêté sa voix à Spyke dans X-Men: Evolution. Il est aussi connu pour avoir tenu le rôle de Jose Merel dans A Girl Like Me : L'Histoire vraie de Gwen Araujo (A Girl like Me: The Gwen Araujo Story).

## Jeunesse
Neil a vu le jour à Nairobi, au Kenya. Il a ensuite déménagé à Vancouver.

## Filmographie

### Cinéma

#### Court métrage
- 2001 : Speak de Suki Kaiser et Jonathan Scarfe

#### Long métrage
- 1998 : Les Allumés du golf (Golf Punks) d'Harvey Frost : Thork
- 2000 : Le Manoir magique (Spooky House) de William Sachs : deuxième enfant au tribunal
- 2002 : Tribe of Joseph de Cleetche : Phillipe
- 2005 : Fetching Cody de David Ray : Sudden

### Télévision

#### Téléfilm
- 1996 : Shari's Passover Surprise de Michael Watt : ami de Charlie
- 1997 : A Call to Remember de Jack Bender : George Hicks
- 1998 : Big and Hairy de Philip Spink : Enfant
- 1998 : Max Q de Michael Shapiro : Michael Daniels
- 1998 : Un Courrier explosif (The Inspectors) de Brad Turner : Will
- 1999 : Zenon: Girl of the 21st Century de Kenneth Johnson : Leo
- 2000 : Le Rêve de Frankie (Frankie & Hazel) de JoBeth Williams : Abdul, Pup
- 2000 : Out of Time d'Ernest Thompson : Sean
- 2002 : Apparitions (Talking to Heaven) de Stephen Gyllenhaal : Dennis Branston
- 2004 : The Life de Lynne Stopkewich : étudiant #2
- 2004 : Zolar de Carl Goldstein : Hanson
- 2006 : A Girl Like Me : L'Histoire vraie de Gwen Araujo (A Girl like Me: The Gwen Araujo Story) d'Agnieszka Holland : Jose Merel
- 2008 : La Terreur du Loch Ness (Beyond Loch Ness) de Paul Ziller : Chad

#### Série télévisée
- 1995 : University Hospital (saison 1, épisode 05 : La Fuite) : Danny
- 1996 : X-Files : Aux frontières du réel (The X-Files) (saison 4, épisode 02 : La Meute) : The Catcher
- 1997 : The Sentinel (saison 3, épisode 02 : Three Point Shot) : premier pirate routier
- 1997 - 1999 : Poltergeist : Les Aventuriers du surnaturel (Poltergeist: The Legacy) : 
  - (saison 2, épisode 04 : Le Chaman) : Sick Boy
  - (saison 4, épisode 18 : Un héritage empoisonné) : Jake
- 1997 - 2004 : Stargate SG-1 (6 épisodes) : Rya'c
- 1998 : Chair de poule (Goosebumps) : Todd Erikson
  - (saison 3, épisode 19 : Revers de fortune - Partie 1)
  - (saison 3, épisode 20 : Revers de fortune - Partie 2)
  - (saison 3, épisode 21 : Revers de fortune : Le Grand prix de Karsville - Partie 3)
- 1998 : La Loi du colt (Dead Man's Gun) (saison 2, épisode 04 : Winner Take All) : Arthur John
- 1998 - 1999 : RoboCop : Alpha Commando (RoboCop: Alpha Commando) (40 épisodes) : voix
- 1998 - 2000 : You, Me and the Kids : Ben
  - (saison 1, épisode 16 : Sibling Rivalry)
  - (saison 2, épisode 21 : Whose Gift Is It Anyway?)
- 2000 : Freedom (saison 1, épisode 07 : Lonewolf)
- 2000 : First Wave (saison 3, épisode 01 : Mabus) : Skateur
- 2000 : Sept jours pour agir (Seven Days) (saison 2, épisode 13 : Passager clandestin) : Morgan Walker
- 2000 - 2003 : X-Men: Evolution (30 épisodes) : Spyke/Evan Daniels
- 2000 - 2003 : 2030 CE (7 épisodes) : Robby Drake (sept épisodes)
- 2004 : Romeo! (saison 2, épisode 02 : A Matter of Principal) : Stash
- 2006 : Alice, I Think : Abelard
  - (saison 1, épisode 08 : What Would Jesus Do?)
  - (saison 1, épisode 11 : Smitten in Smithers)
- 2006 : Dead Zone (The Dead Zone) (saison 5, épisode 10 : Into the Heart of Darkness) : Clerk adolescent